# Salmoneus cavicola
Salmoneus cavicola är en kräftdjursart som beskrevs av Felder och Manning 1986. Salmoneus cavicola ingår i släktet Salmoneus och familjen Alpheidae. Inga underarter finns listade i Catalogue of Life.